# Melissa Condon
Melissa Condon (født 1. oktober 1991) er en australsk håndboldspiller. Hun spiller på Australiens håndboldlandshold, og deltog under VM 2011 i Brasilien.